# Lufar
Lufar, skrzelołusk, tasergal (Pomatomus saltatrix) – gatunek morskiej ryby okoniokształtnej, jedyny przedstawiciel rodzaju Pomatomus oraz rodziny lufarowatych (Pomatomidae). 

## Występowanie
Jest rybą pelagiczną zasiedlającą wody słone i półsłone tropikalnych i umiarkowanych mórz i oceanów. Gatunek spotykany był praktycznie wszędzie z wyłączeniem płn.-zach. - wsch. obszarów Oceanii na Pacyfiku. Na terenie Europy spotykany w Morzu Śródziemnym i Morzu Czarnym.

## Charakterystyka
Typowy drapieżnik o drobnych lecz ostrych zębach mogących rozszarpywać ciało ofiar. Niektóre z tych zębów przekształciły się w rodzaj kłów. Jest bardzo szybki polując na ławice drobnych ryb, przy czym jego żarłoczność jest bardzo duża. Dla zwiększenia swej żarłoczności potrafi wywołać u siebie coś na kształt bulimii usuwając z żołądka treść pokarmową aby móc znowu zajadać się nowym pożywieniem.  W zależności od miejsca i pory roku odżywiać się może również krewetkami czy kalmarami. Jest też kanibalem zjadając drobne ryby ze swego gatunku.
Dorasta do 1,3 m długości i masy ciała dochodzącej 15 kg.

## Znaczenie gospodarcze
Mimo dużej wartości smakowej mięsa jest odławiany sporadycznie. Największym zagrożeniem dla gatunku jest kanibalizm i przełowienie młodych osobników co powoduje spadek liczebności.